# The Slits
The Slits (Las Vaginas en castellano) fue una banda fundada en Londres, Inglaterra, durante la explosión del punk rock en 1976.

## Historia
Ari Up -en el momento fundacional de la banda- conoce en un concierto de Patti Smith a la española Paloma Romero (Palmolive). Dos integrantes más pasarán (Kate Korus y Suzie Gutzie) antes de la llegada de Viv Albertine a la guitarra y Tessa Pollit al bajo. Viv venía de ser expulsada junto con Palmolive de la banda The Flowers of Romance, donde tenían de compañeros a Sid Vicious de Sex Pistols y Keith Levene de The Clash. Tessa provenía de un efímero grupo punk de chicas llamado The Castrators.
The Slits no desentonó. Fueron descritas como una atrocidad donde todas tocaban canciones distintas, aunque al mismo tiempo fueron alentadas por su desaforada puesta en escena donde nadie quedaba indiferente. Como el chico que llegó al extremo de descontento y apuñaló a Ari.
El grupo se transforma en una banda ingobernable. Sólo unas sesiones grabadas para John Peel (1977-1978).
El fichaje para un disco debut parecía difícil. Hasta que aparece Island Records, que ve en este grupo de chicas guapas algo explotable, lo que hace que Palmolive se aleje y entre Budgie a la batería.
Cut, su disco debut, aparece en 1979 y las trae en cueros en la portada. Mujeres que nunca se consideraron feministas, la foto es más bien forzada, una pedida de reconocimiento más que una provocación sensual. Lo que genera un doble shock: no sólo aparecen embarradas y salvajes, sino que además suenan escandalosamente bien.
Producido por Dennis Bovell, británico innovador del dub que le imprimió con fuerza su sello, el disco entero se escucha en clave de reggae.. En Typical Girls -en un ritmo casi ska- se burlan de todas las chicas piolas y su normalidad soporífera, y en el casi minuto y medio que dura Shoplifting describen un robo de supermercado con un coro de mujeres gritando ronco que después aparecerá en un sinfín de bandas de chicas roqueras. Pero donde más se sienten a sus anchas es cuando hablan de amor y chicos. En Love and Romance Ari canta Estoy tan contenta/Eres tan guapo/Beso, beso, beso/ Diversión, diversión… vida! En Instant Hit un chico es demasiado bueno para ser verdad y en Ping Pong Affair mandan a un bueno para nada a la punta del cerro. Porque The Slits son sobre todo chicas, unas jovencitas algo brutas que se sienten aliviadas de pasar una tarde sin que me corten la cara/ y otra tarde sin que me atropellen/ Y de nuevo otra tarde sin enamorarme.
Como todo gran disco que se precie de ser una obra subvalorada, Cut vendió menos de lo aceptable y The Slits salieron despedidas de Island. Después vendría Return of the Giant Slits (CBS, 1981), más críptico y alejado del punk, tras lo cual caerían en un receso hasta 2006, cuando vuelven a sacar un nuevo disco, por lo tanto, volverán a reflotar polémicas de si eran un bodrio o una banda vuela calcetines. Nadie se pondrá de acuerdo y volverán a salir las teorías de conspiración machista contra las mujeres por el hecho de que tocaban mal. Poco de eso importará al ponerle play de nuevo a Cut, un disco de diversión garantizada hecho por mujeres dispuestas a todo, menos a dar explicaciones.
- Datos: Q677115
- Multimedia: The Slits / Q677115